# Kostel Krista Spasitele a komunitní centrum Praha-Barrandov
Kostel Krista Spasitele a komunitní centrum Praha-Barrandov, obhospodařované společenstvím věřících v římskokatolické farnosti u kostela sv. Filipa a Jakuba Praha-Hlubočepy, se nachází v Praze 5, na Barrandově. Objekt je určen nejen věřícím, ale všem obyvatelům sídliště Barrandov. Byl dokončen v závěru roku 2020 a 18. října 2021 byl vyhlášen Stavbou roku 2021.

## Historie

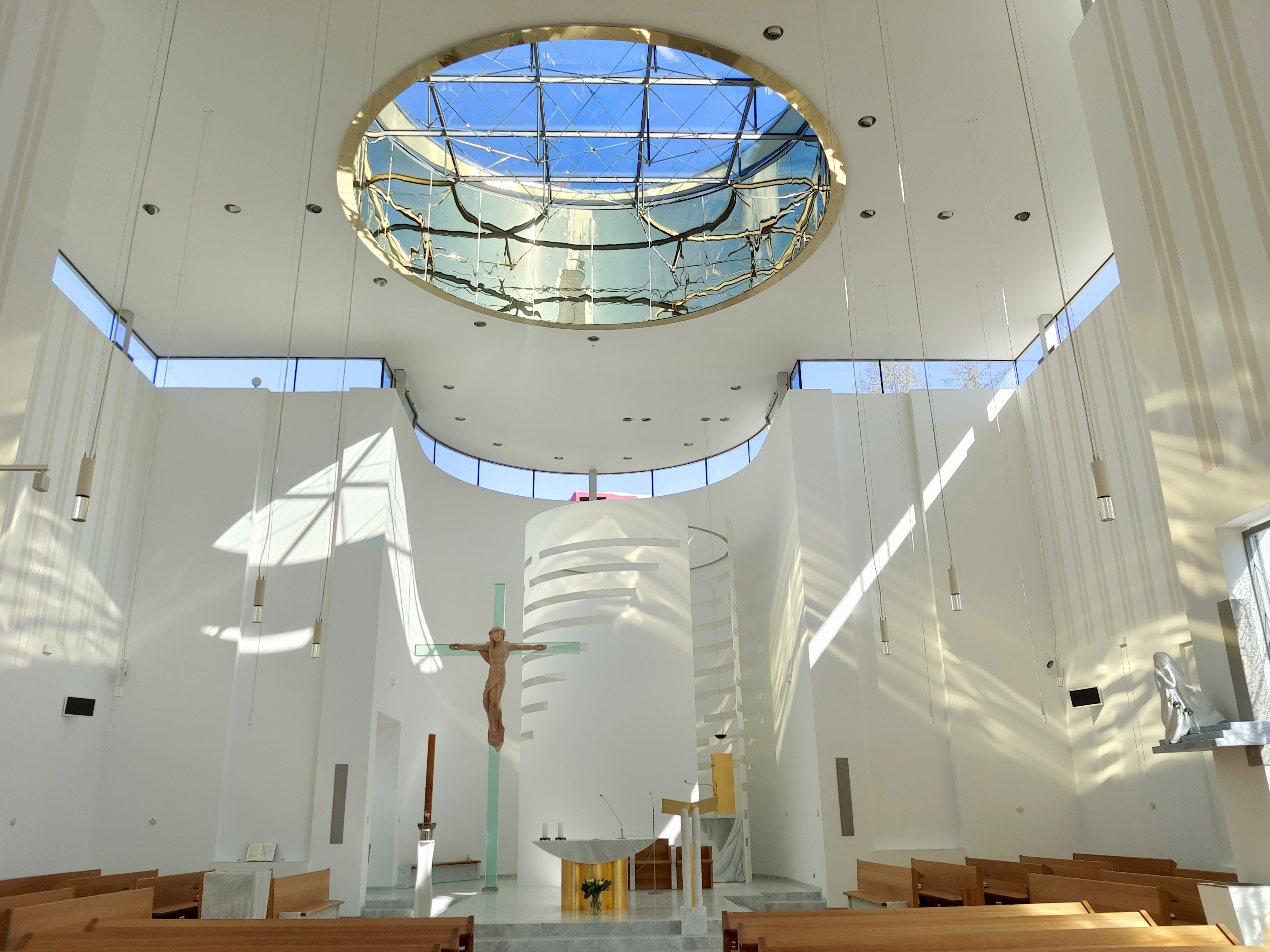
Pohled od hlavního vchodu

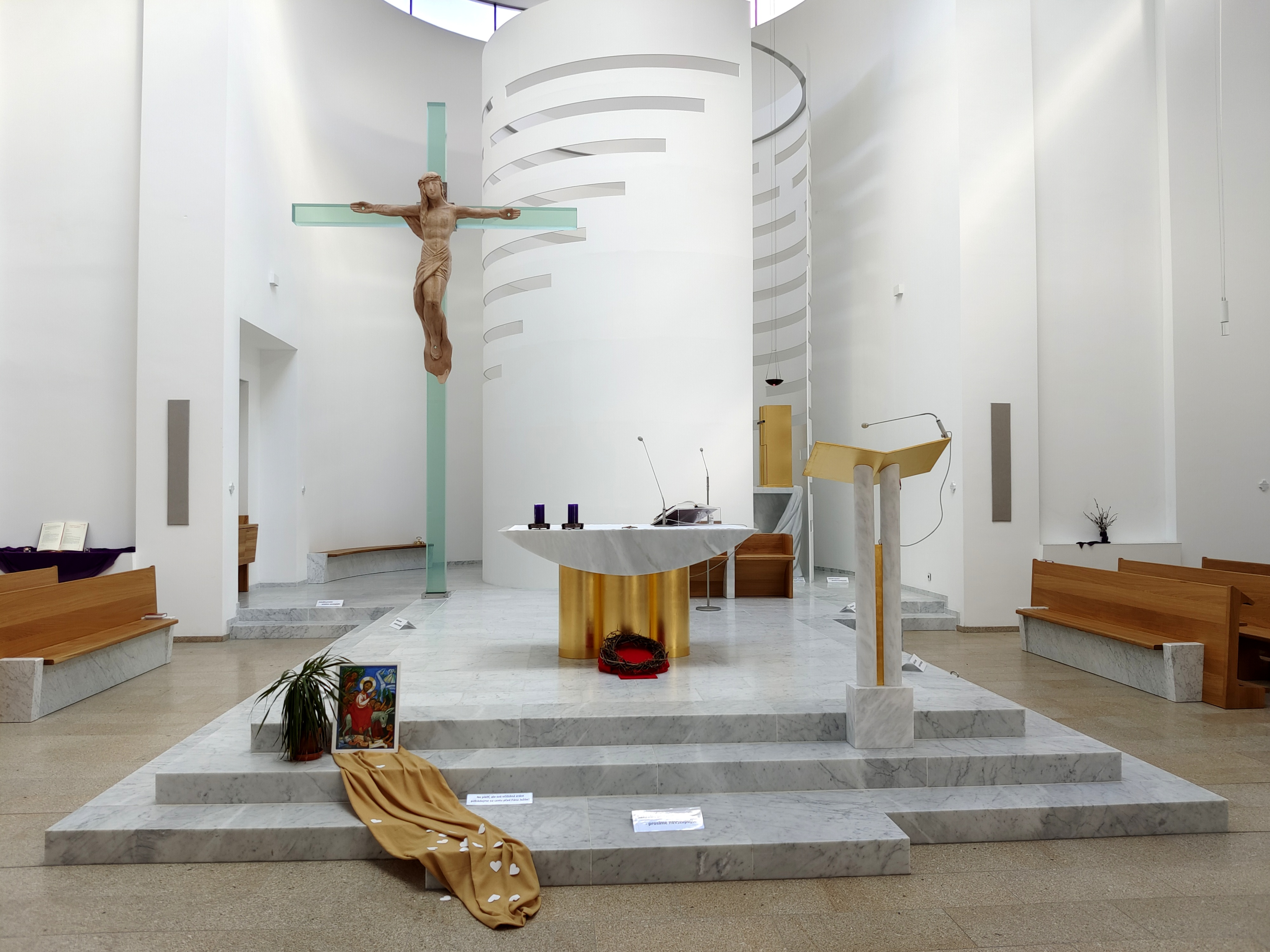
Presbytář

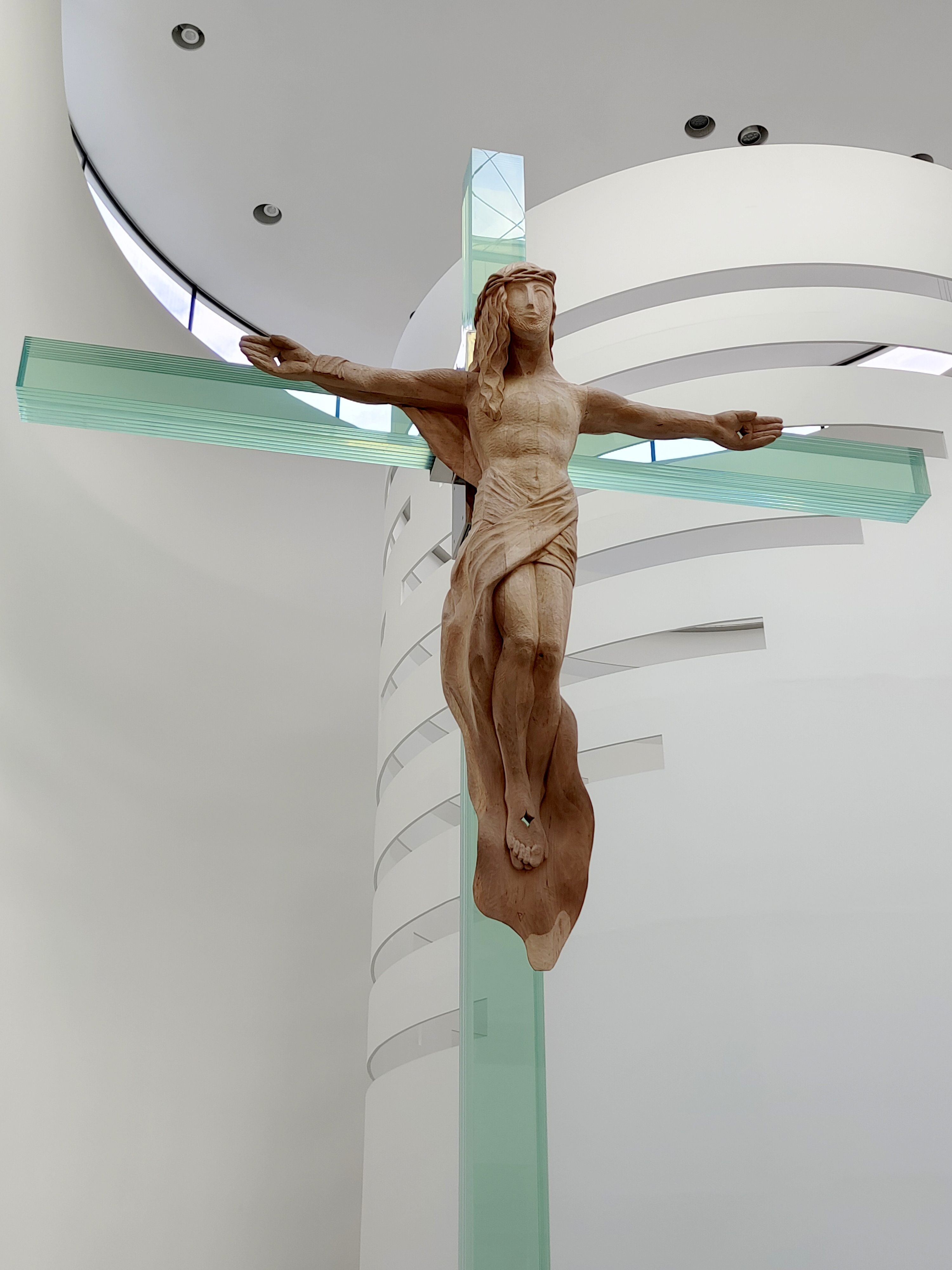
Korpus Krista

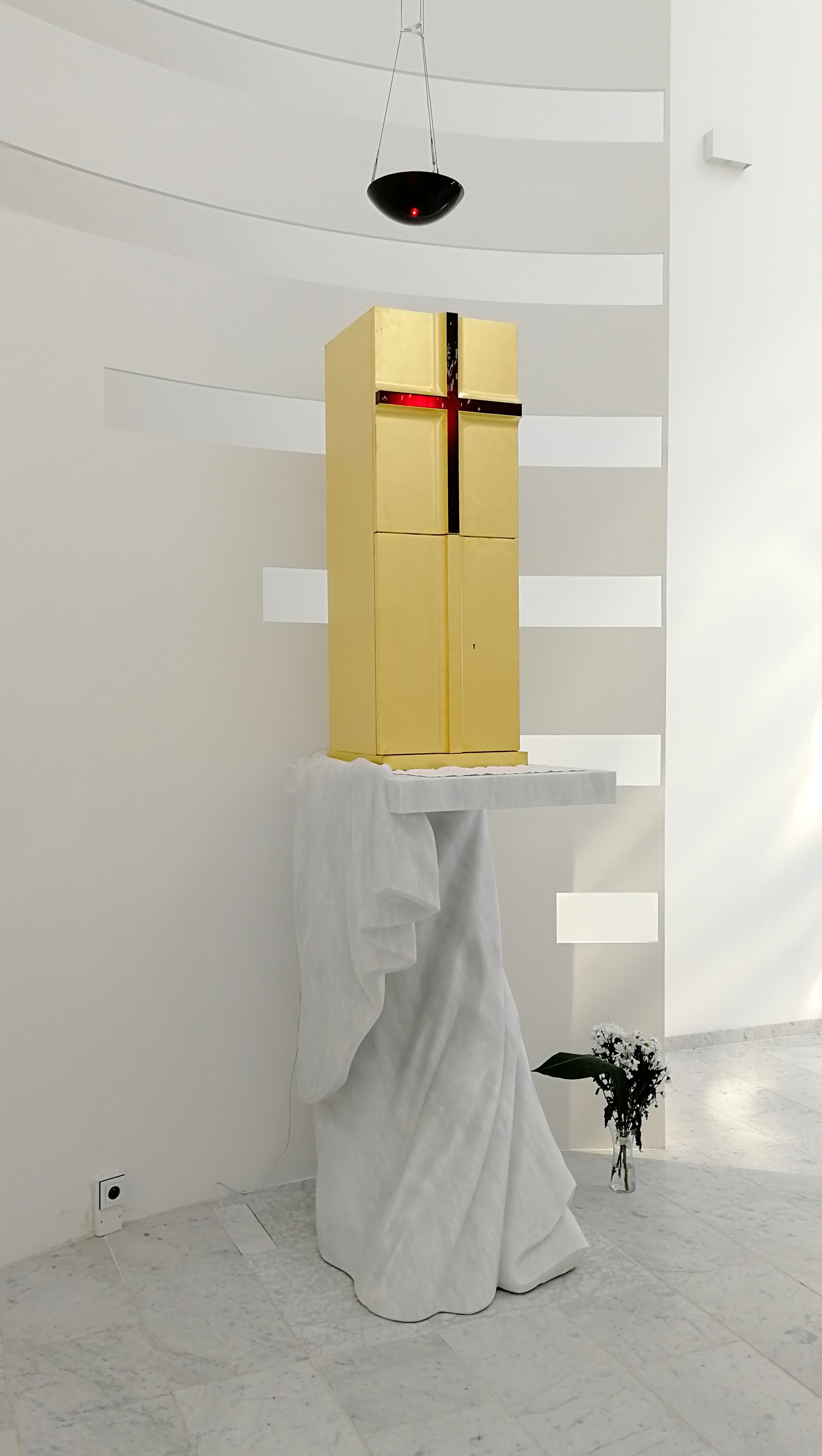
Sanktuárium

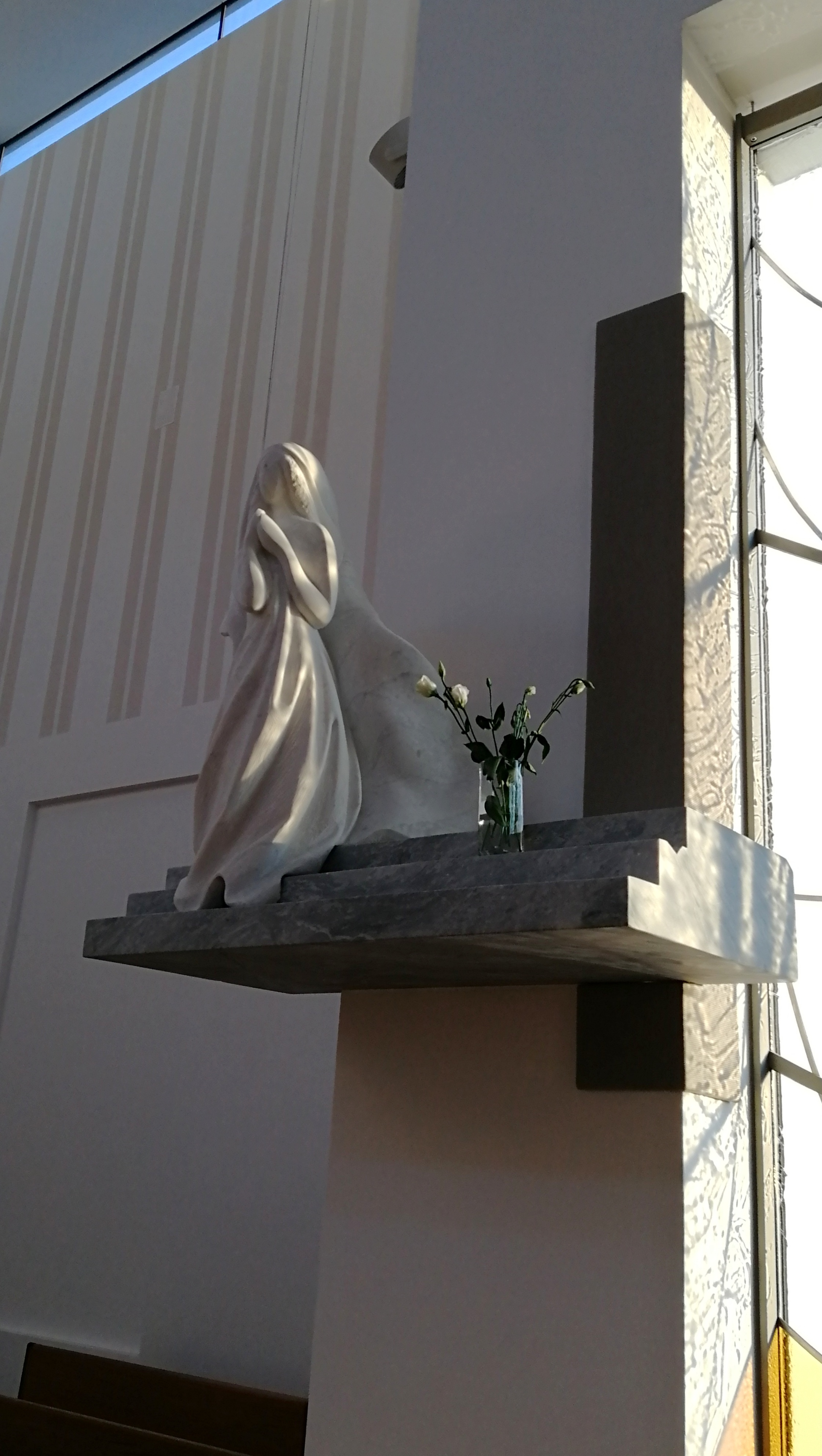
Socha Panny Marie Barrandovské

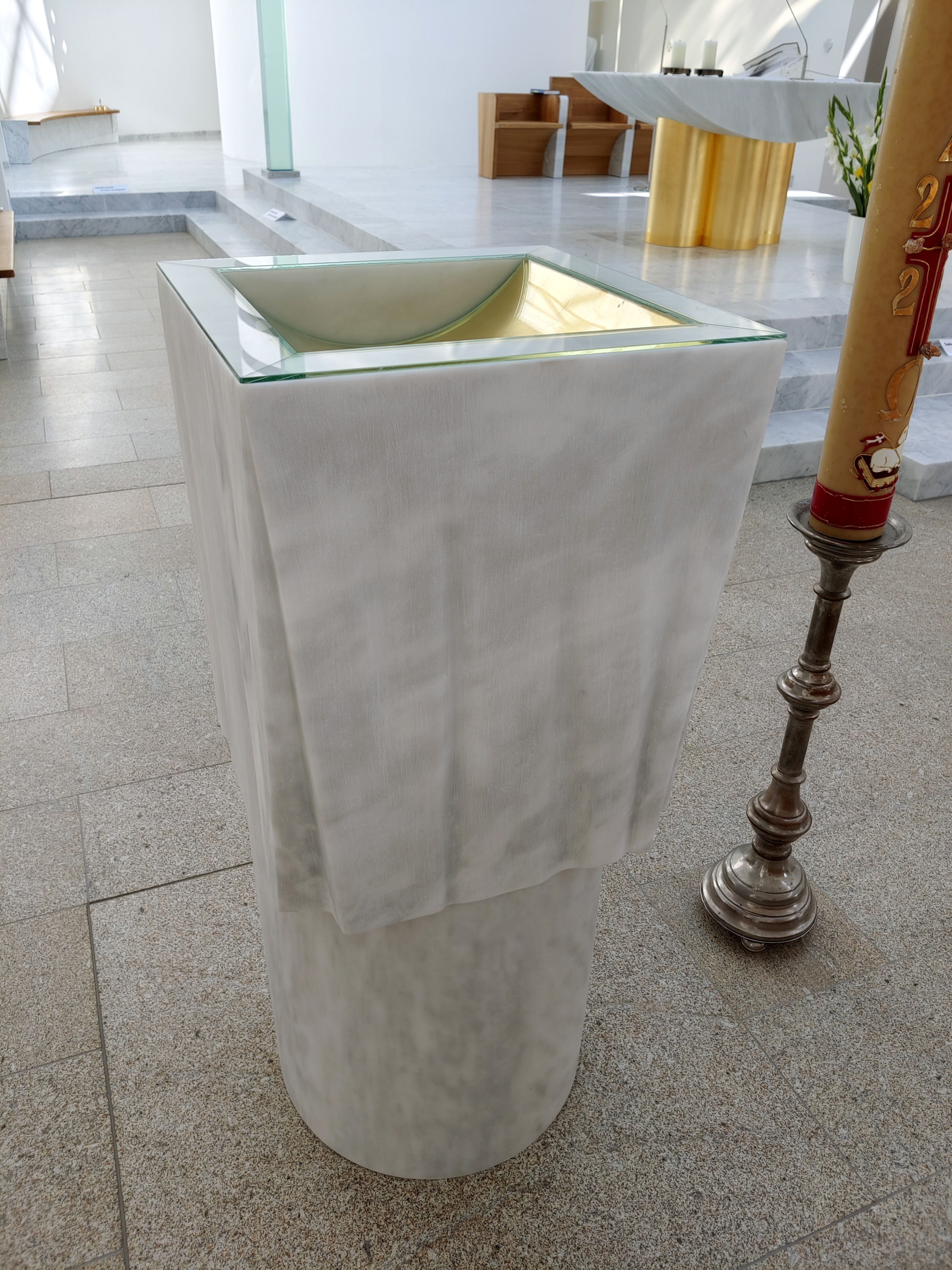
Křtitelnice

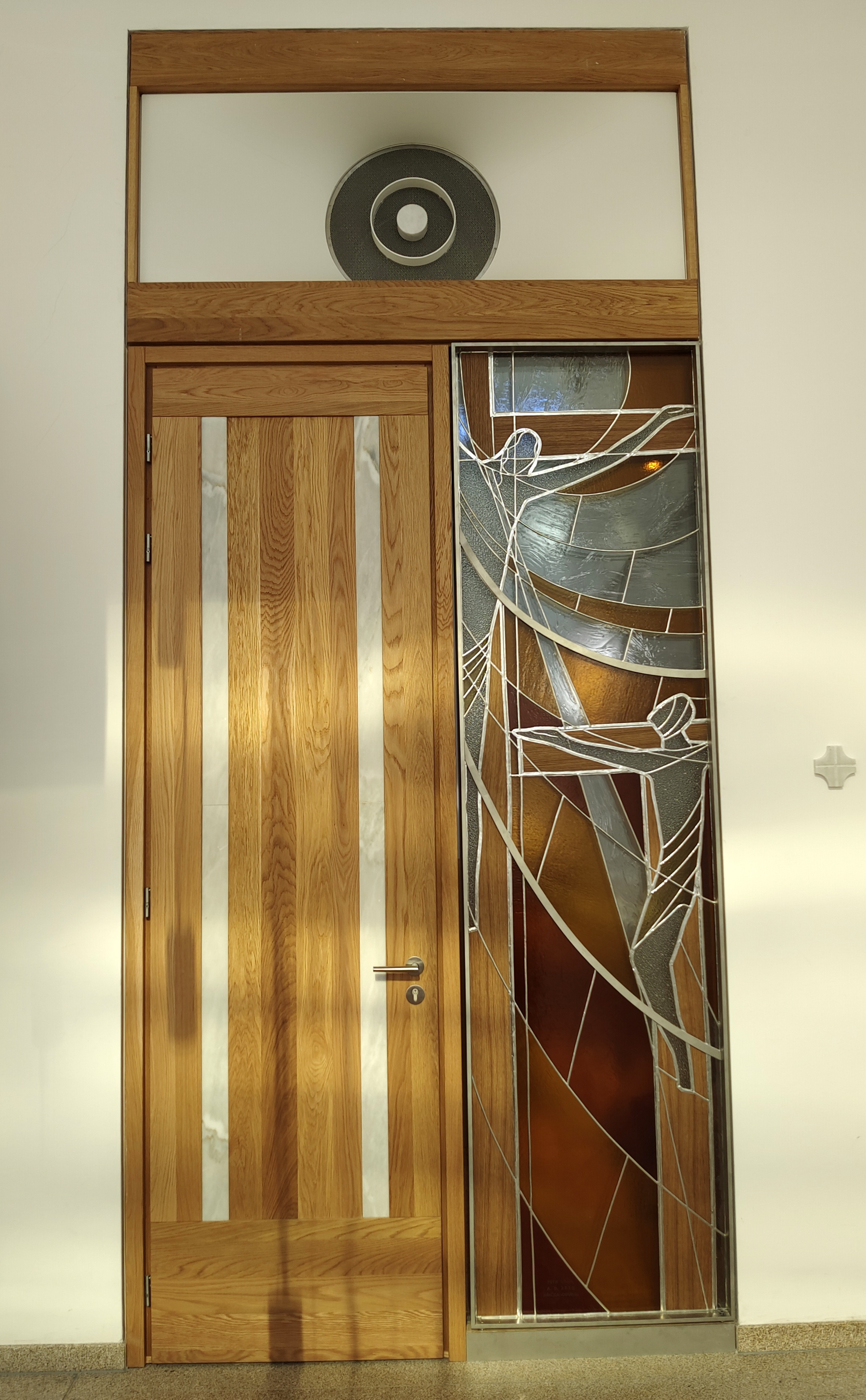
Vitráž Ježíš a kající lotr na kříži
(Zpovědní místnost vlevo)

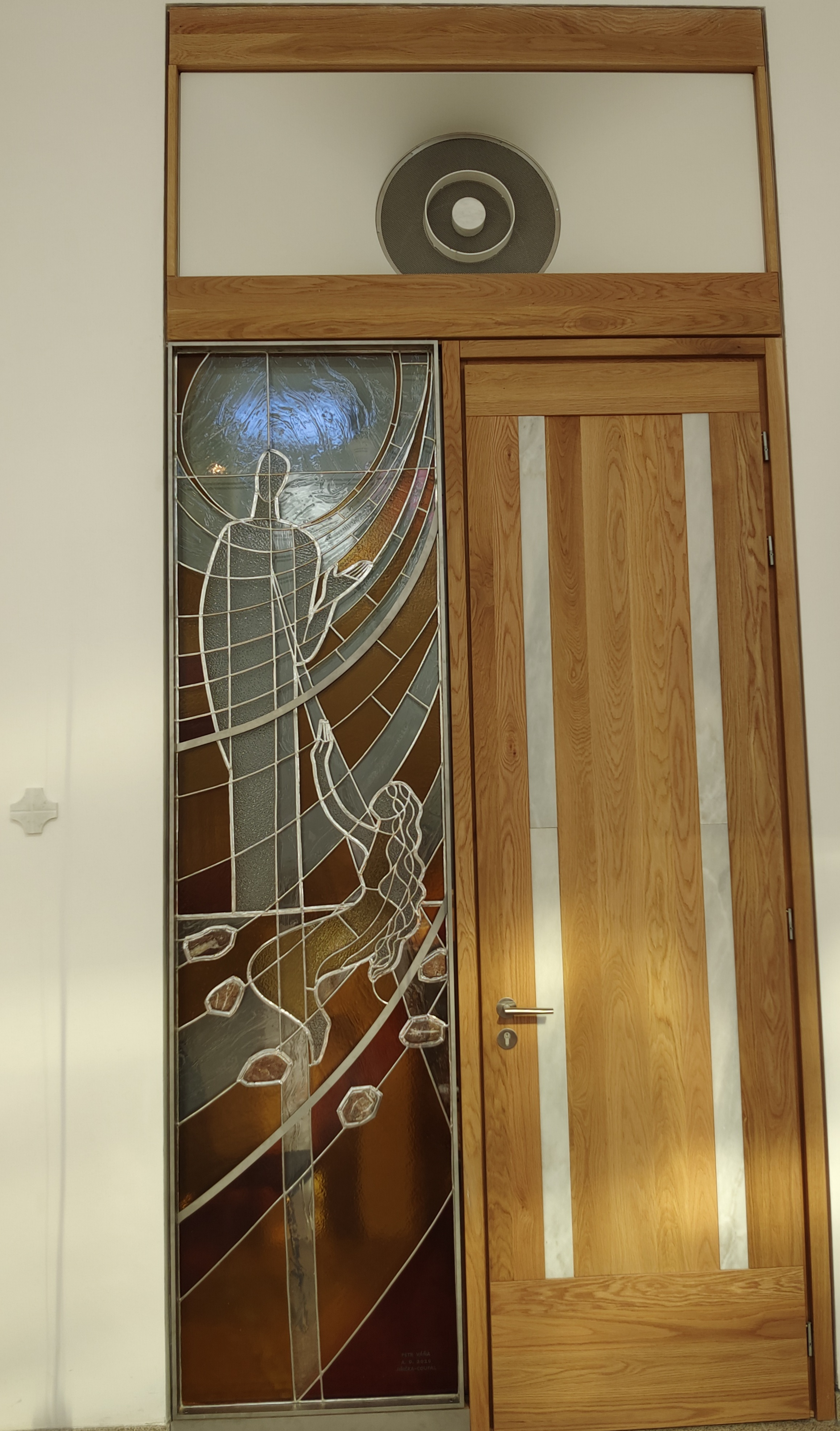
Vitráž Ježíš a cizoložnice
(Zpovědní místnost vpravo)

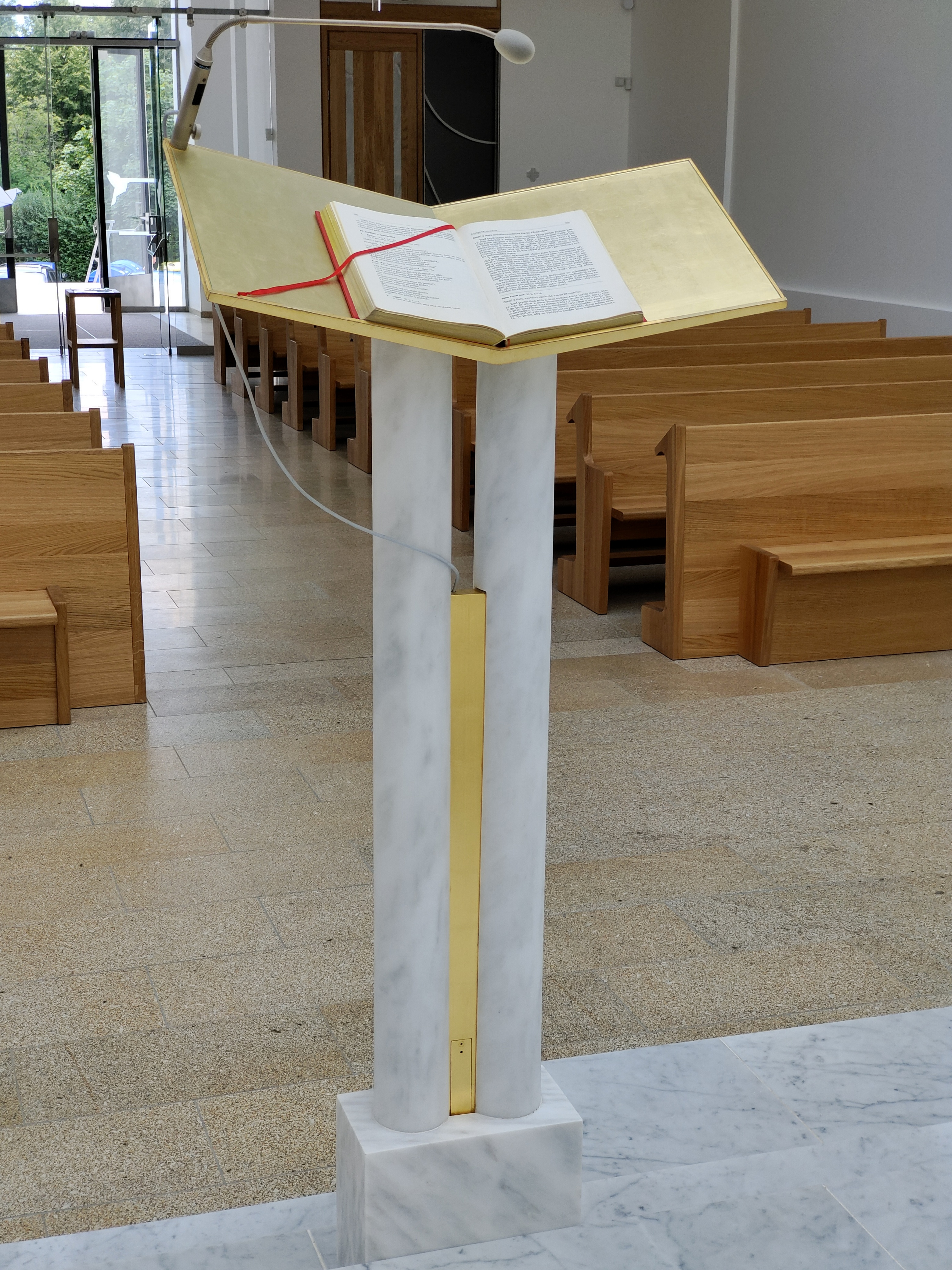
Ambon

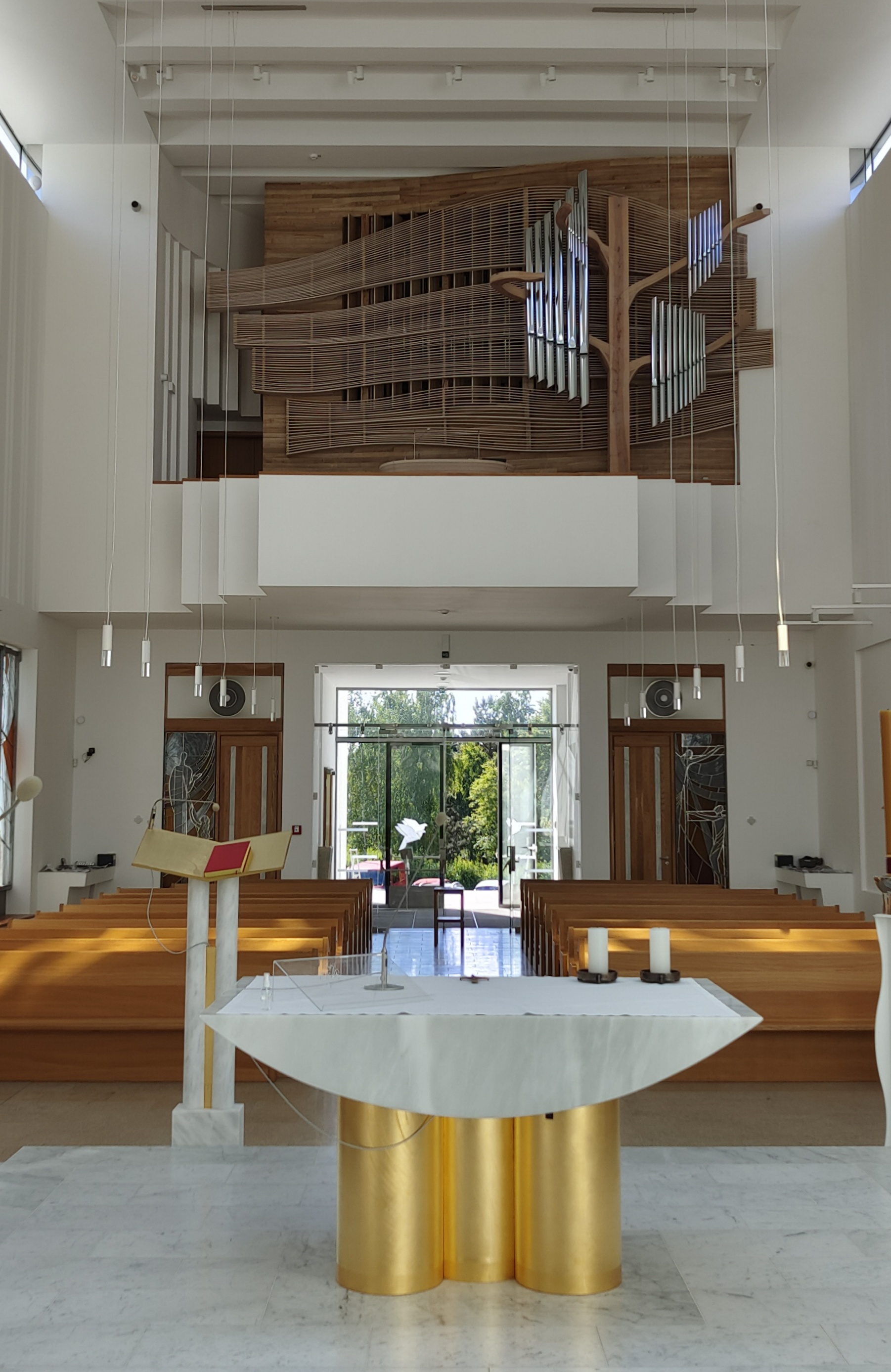
Varhany

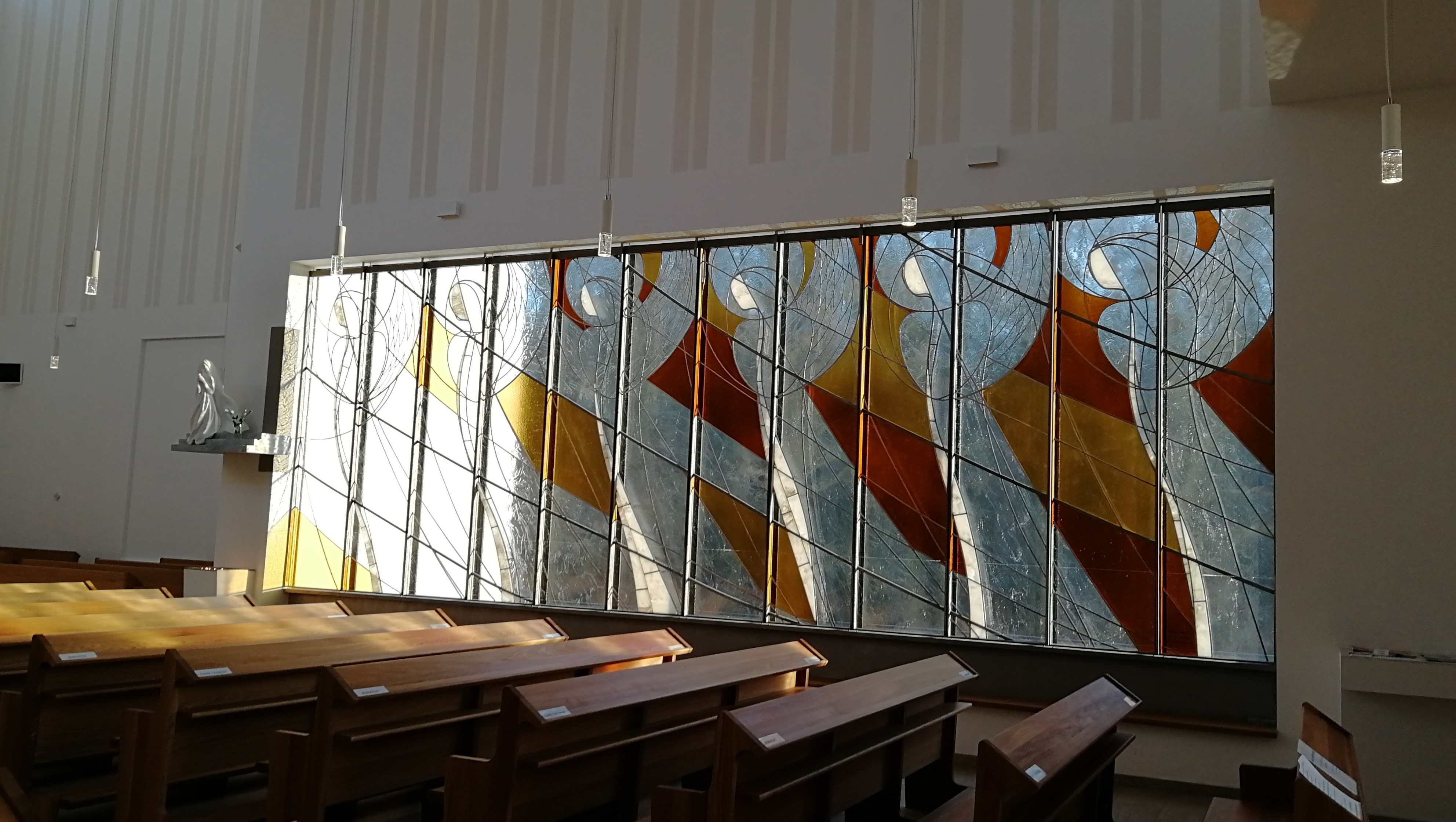
Vitráž Andělé

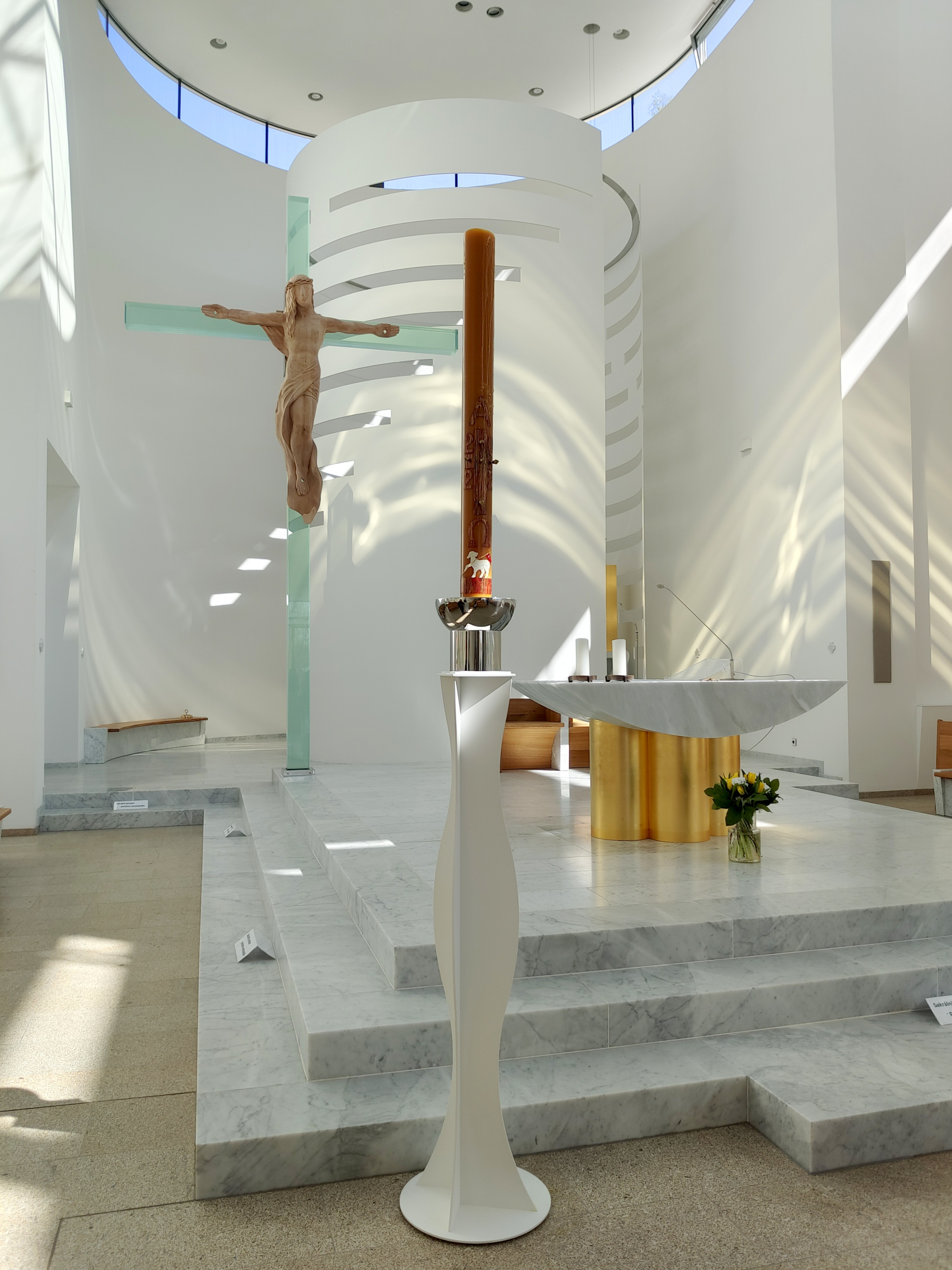
Svícen pod paškál

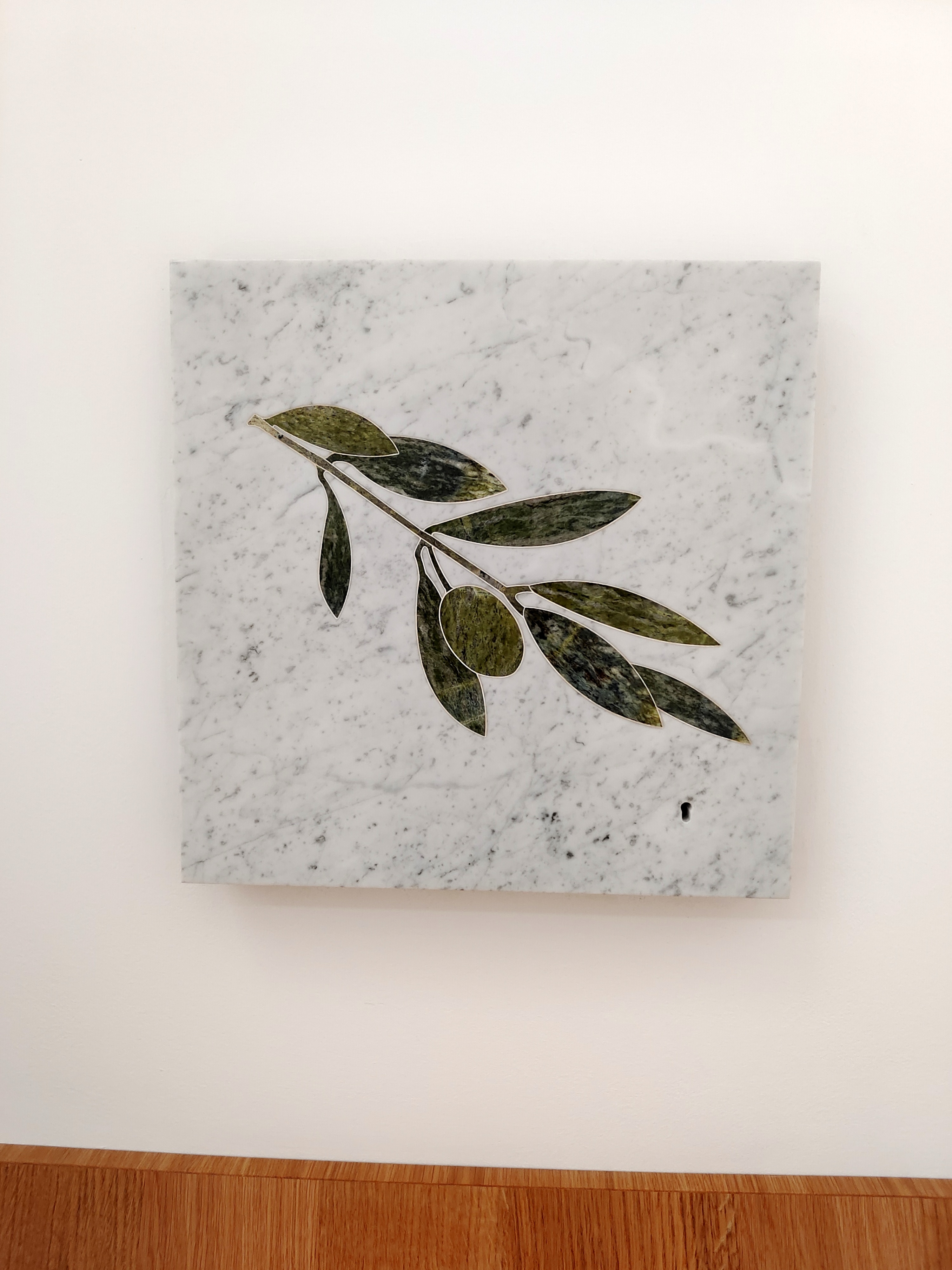
Schránka na posvátné oleje

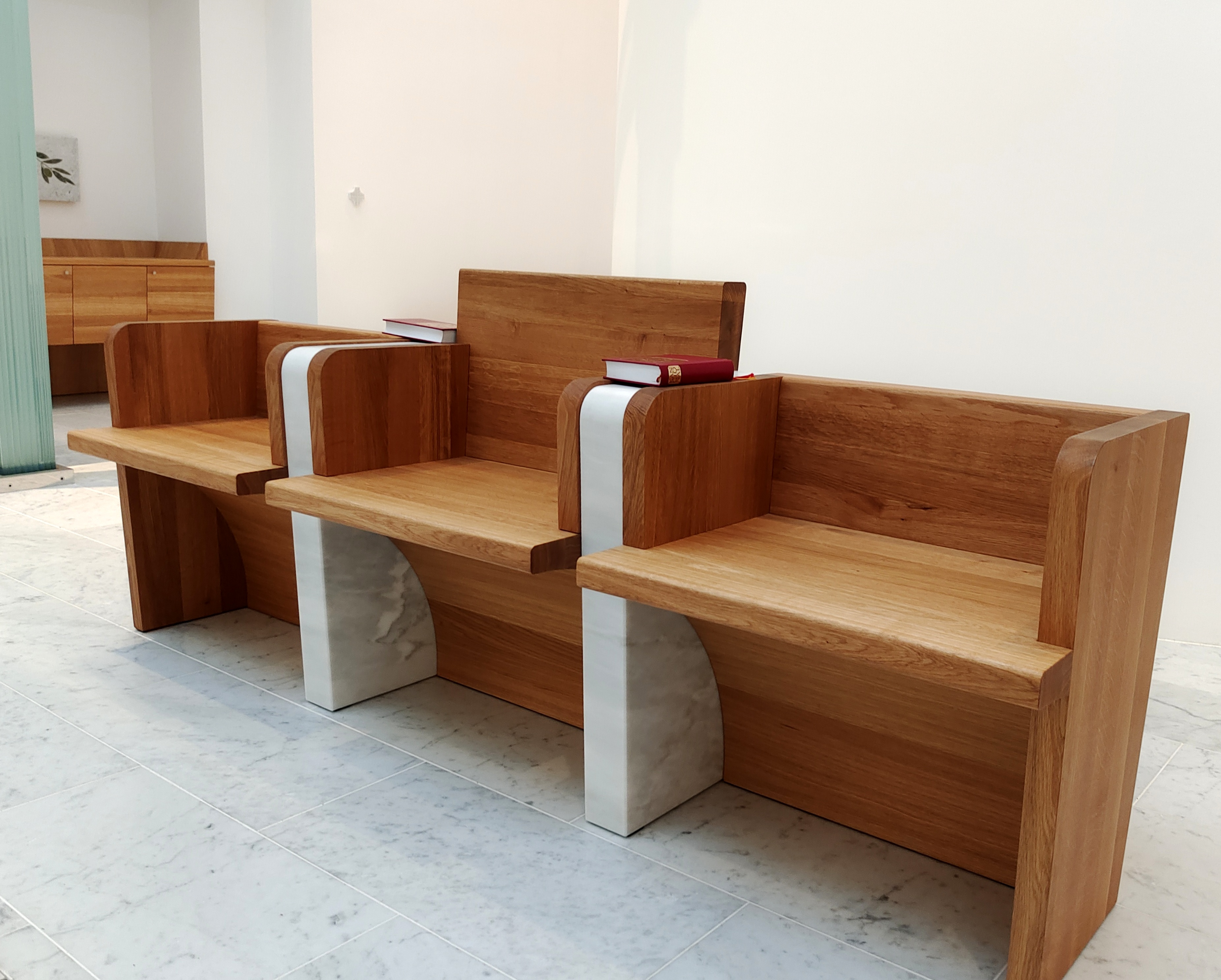
Sedes pro celebranta a dva koncelebranty

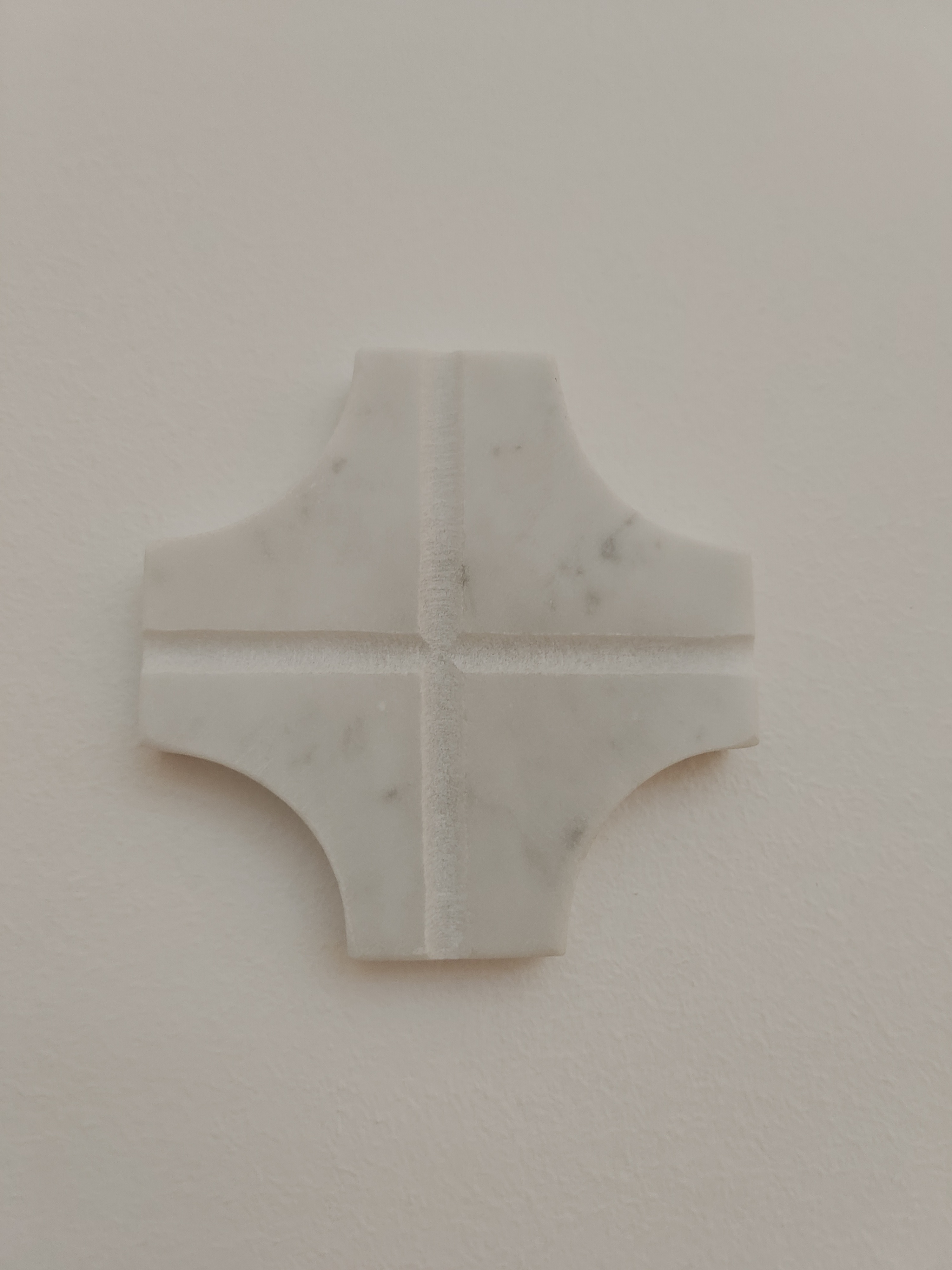
Konsekrační kříž

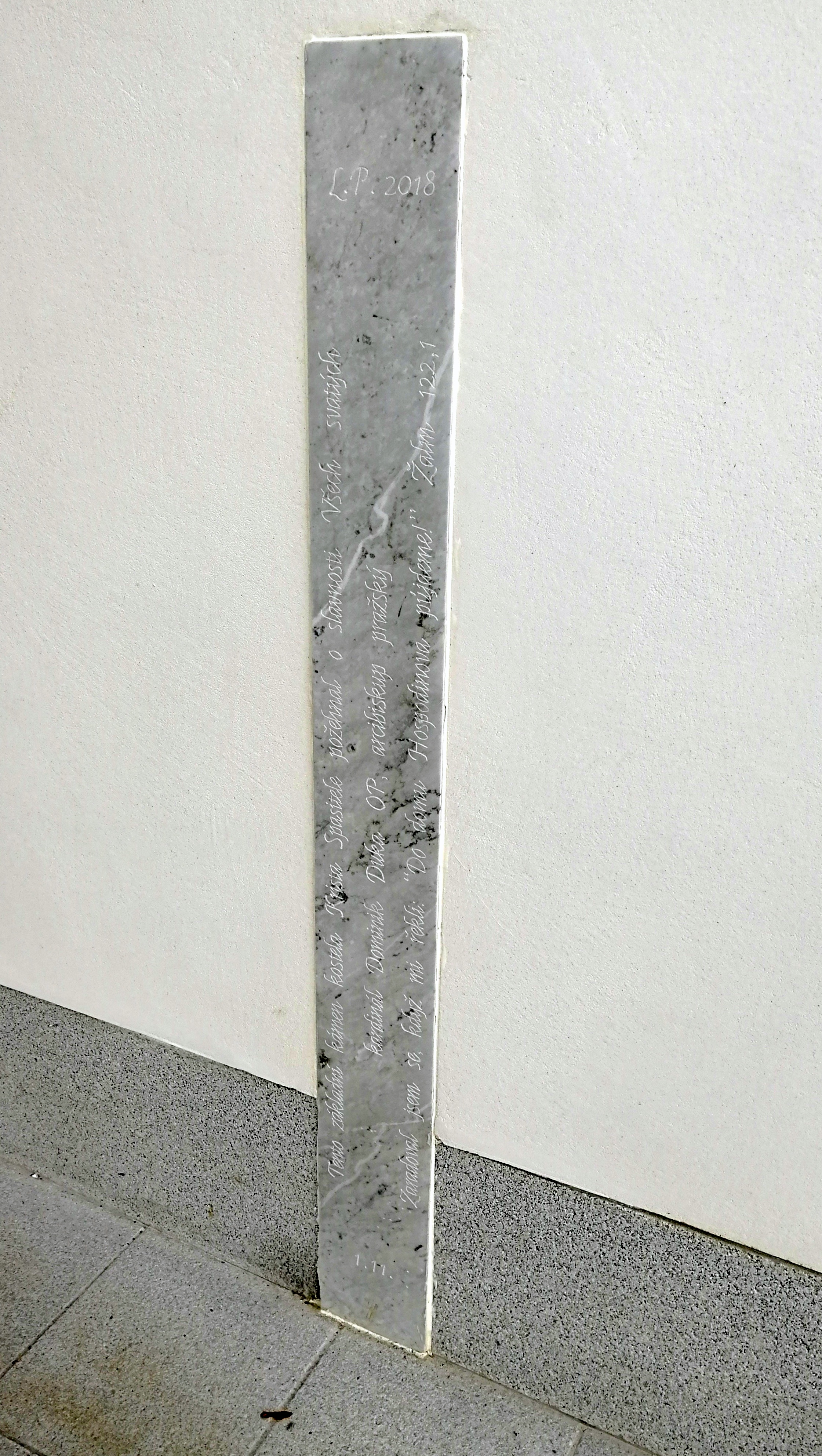
Základní kámen (vpravo na podestě před hlavním vchodem)

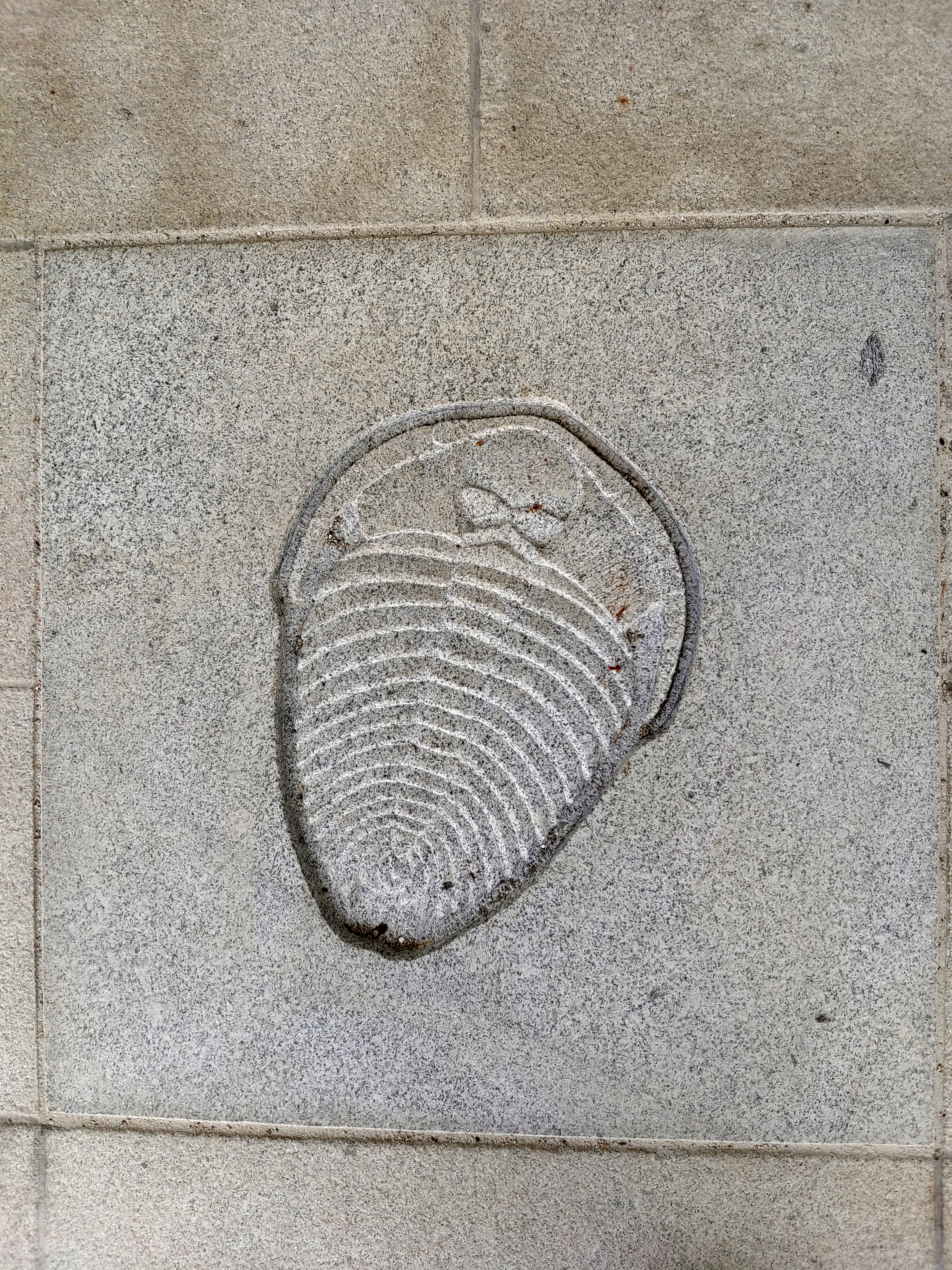
Dlaždice s trilobitem (před hlavním vchodem)

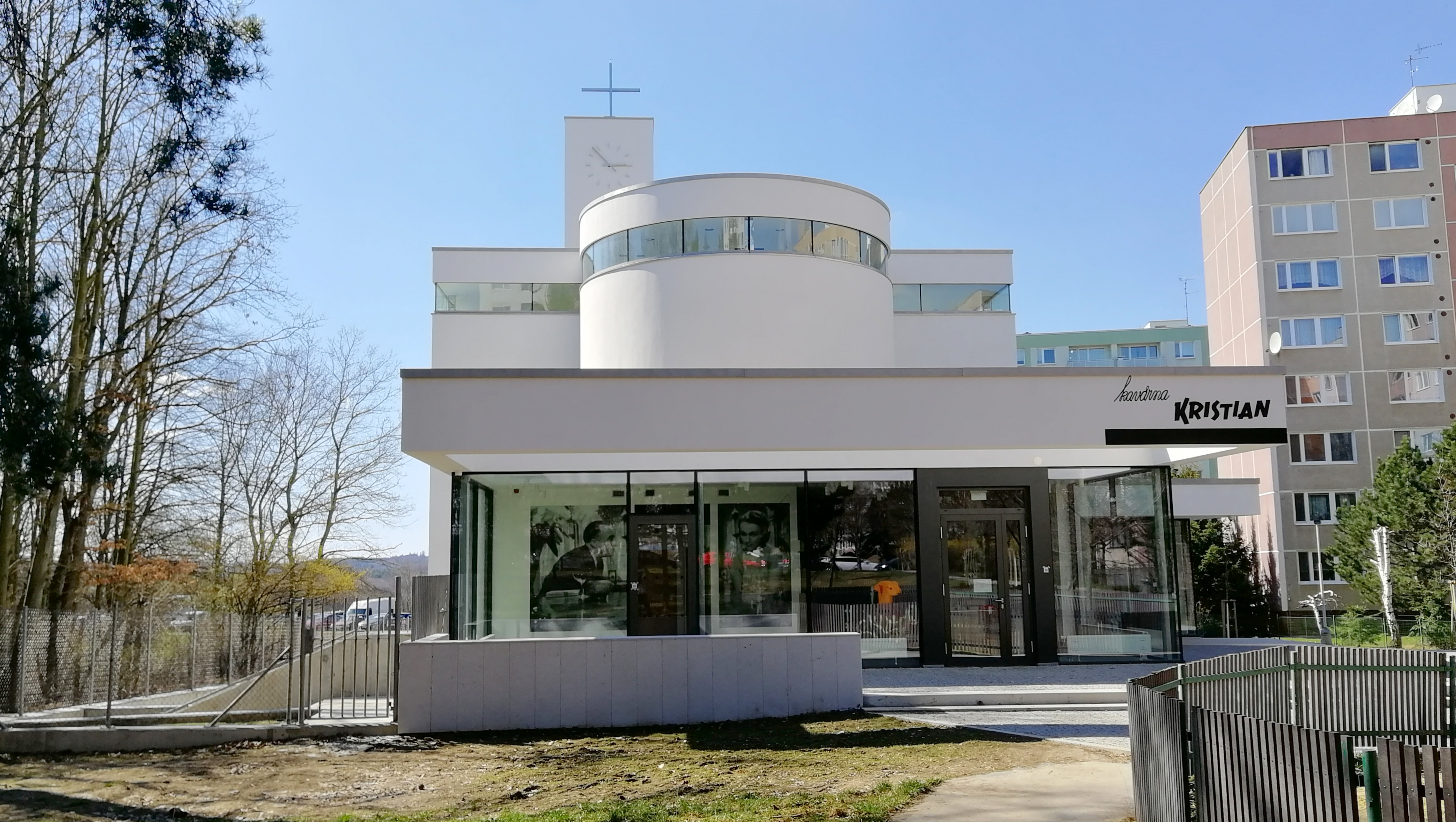
Kavárna Kristian

První zmínka o záměru stavby kostela na Barrandově se nachází v kronice římskokatolické farnosti Praha-Hlubočepy, v zápisu z roku 1934. Tato potřeba vyvstala v souvislosti s budováním nové vilové čtvrti, nazvané Barrandov, jejímž iniciátorem a investorem byl stavebník Václav M. Havel. K vlastní realizaci stavby kostela nedošlo, vzhledem k dějinným událostem 2. poloviny 30. let 20. století, počátku Druhé světové války v roce 1939 a nástupu komunismu v roce 1948.
Další naléhavá potřeba kostela a duchovního centra znovu vyvstala v souvislosti s výstavbou panelového barrandovského sídliště (1981–1986). Kapacita postavených bytových domů činila 8489 bytů pro 29 700 lidí.
V roce 1994 se farnosti podařilo získat od Městské části Praha 5 do užívání objekt v Grussově ulici. Jednalo se o provizorní montovanou stavbu, která v průběhu výstavby sídliště sloužila jako zázemí pro stavbaře. Zde farnost zřídila tzv. Misijní středisko, kde probíhaly bohoslužby, výuka náboženství a angličtiny, scházela se zde různá společenství a konala se řada dalších aktivit. Byla zde zřízena knihovna, zázemí zde našly skautské oddíly, nízkoprahový klub mládeže, školička Anita, výtvarný kroužek, přírodovědný oddíl Sportík a další.
Vzhledem k rozdílnému vlastnictví pozemků (Hlavní město Praha) a stavby (Městská část Praha 5), bylo užívání objektu komplikované. Na základě žádosti MČ Prahy 5 (z 21. 3. 2002), Zastupitelstvo hl. m. Prahy svěřilo parcely, související s objektem Misijního střediska, Praze 5.
Následně, 20. října 2003, Rada MČ Praha 5 schválila návrh nájemní smlouvy s Římskokatolickou farností u kostela sv. Filipa a Jakuba v Praze 5 na pronájem objektu na sídlišti Barrandov, tzv. Misijního střediska v Grussově ulici. A to na dobu určitou do 30. 6. 2008, za symbolické nájemné 1,- Kč za rok. Nájemní smlouva byla uzavřena dne 1.11.2003.
V průběhu nájmu byly prováděny nutné stavební úpravy (zateplení, nové rozvody vody a el. energie, el. vytápění), při kterých byla zjištěna ve stavbě přítomnost azbestu. Z tohoto důvodu byla nařízena ekologická likvidace celé budovy a hrozilo, že pozemek bude určen pro komerční využití. Po mnoha jednáních a petici obyvatel Barrandova se podařilo Arcibiskupství pražskému uzavřít dohodu s MČ Praha 5. Arcibiskupství se stalo majitelem pozemku, na konci roku 2008 bylo Misijní středisko zrušeno a provedeno ekologické odstranění dočasné stavby. Současně začalo plánování stavby kostela a komunitního centra, neboť dosavadní kostel sv. Filipa a Jakuba na Zlíchově s kapacitou kolem 80 lidí, již nedostačoval potřebám hlubočepské farnosti, čítající přibližně 30 tisíc osob.
Prvním krokem arcibiskupství bylo jmenování faráře, který by byl schopen vést celý projekt. Stal se jím v roce 2011 P. Josef Ptáček. V následujícím roce farnost pod jeho vedením vyzvala architekty k předložení návrhů realizace. Komise složená ze zástupců farnosti, arcibiskupství a dalších odborníků pak na jaře 2013 vybírala z jedenácti návrhů. Zvítězil projekt architektů Jakuba Žišky a Pavla Šmelhause z Atelieru Žiška s.r.o.
V letech 2013–2014 začaly přípravy projektu k povolovacímu řízení, v roce 2015 bylo vydáno územní rozhodnutí a v únoru roku 2017 stavba kostela obdržela stavební povolení. Generálním dodavatelem stavby byla v roce 2018 vybrána společnost Metrostav a.s. Na pozemku začala od 25. října 2018 příprava staveniště. Na Slavnost Všech svatých, 1. listopadu 2018, pražský arcibiskup Dominik kardinál Duka požehnal základní kámen a tím byla stavba slavnostně zahájena (tento základní kámen je vsazen do pravé části vstupního portálu).
Celý objekt, tj. kostel, komunitní centrum a kavárna, byl dokončen v roce 2020. Kostel byl posvěcen v den Slavnosti Ježíše Krista Krále, 22. listopadu téhož roku.

### Financování
Celkové náklady na stavbu, včetně varhan, činily 200 mil. Kč (včetně DPH). Pětinou nákladů (cca 40 mil. Kč) přispělo Arcibiskupství pražské, jinak byla výstavba hrazena soukromými dárci z řad obyvatel Barrandova a přátel farnosti. Hlavním donátorem se stal varhaník RNDr. Pavel Čížek, který věnoval finanční prostředky nejen na pořízení varhan, ale i na podstatnou část celé stavby. Za své zásluhy obdržel od papeže Františka titul Rytíř řádu sv. Řehoře Velikého.

### Historie v datech
- 1934 – První zmínka o záměru stavby kostela na Barrandově v zápisu z roku 1934 v kronice římskokatolické farnosti Praha-Hlubočepy.[3]
- 1994 – Získání do užívání provizorní montované budovy a vznik Misijního střediska.
- 1996–1997 – Rekonstrukce budovy Misijního střediska.
- 2003 – 1. listopadu: uzavření nájemní smlouvy s MČ Praha 5.[6]
- 2008 – Uzavření smlouvy o získání vlastnictví pozemku Misijního střediska mezi MČ Praha 5 a Pražským arcibiskupstvím.[7][3]
- 2009 – Ekologické odstranění provizorní budovy.
- 2011 – 1. července: jmenování P. Josefa Ptáčka Arcibiskupstvím pražským do funkce faráře Římskokatolické farnosti u kostela sv. Filipa a Jakuba Praha-Hlubočepy.[3]
- 2012 – Oslovení vybraných architektů k předložení návrhů realizace stavby kostela a komunitního centra.[3]
- 2013 – Vybrán projekt společnosti ATELIER Žiška, s.r.o.[3]
- 2013–2014 – Příprava projektu pro povolovací řízení.
- 2015 – Vydání územního rozhodnutí.
- 2017 – Vydání stavebního povolení.
- 2018 – Generálním dodavatelem stavby vybrána firma Metrostav a.s.
- 2018 – 25. října: Začátek zřizování staveniště.
- 2018 – 1. listopadu: Požehnání základního kamene arcibiskupem pražským Dominikem kardinálem Dukou.[3]
- 2020 – Dokončení stavby.
- 2020 – 22. listopadu: Posvěcení kostela.[3]
- 2021 – 18. října: Vyhlášení kostela Krista Spasitele a komunitního centra Stavbou roku 2021.[2]

## Popis stavby
Stavba se skládá ze tří základních funkčních bloků – kostela, komunitního centra a kavárny. Celý objekt je třípodlažní. Vlastní sakrální prostor kostela a sakristie jsou ve zvýšeném přízemí, komunitní centrum je pod nimi v polozapuštěném suterénu. Třetím podlažím je kůr a přilehlé prostory (zkušebna, sociální zařízení).

### Kostel Krista Spasitele
Kostel je orientován tradičně východo-západně, má jednoduchý, pravoúhlý půdorys ve tvaru kříže s půlkruhovým závěrem (apsidou) hlavní lodě. Odkazuje k historickým křesťanským chrámům a symbolizuje řád a jistotu. Bílá, hladká omítka symbolizuje čistotu. Na jihozápadní straně stavby je asymetricky umístěna hranolovitá věž, osazená na svém vrcholu velkým křížem z nerezové oceli. Na její východní a západní straně jsou hodiny a pod střechou věže je připraven prostor pro umístění zvonkohry, který je otevřen západním a severním směrem. Kostel je jednolodní, s transeptem. Na západní straně se vstupuje hlavním portálem, před kterým je prostorná podesta a navazující široké, předložené schodiště. Vnější vzhled stavby organicky navazuje na sousední sídlištní zástavbu a v přihlížejícím evokuje obraz ikonické stavby Barrandova – podobu původních Barrandovských teras.Kromě hlavního vchodu do kostela jsou pro návštěvníky objektu k dispozici další vchody. Na levé, severní straně, jsou vstupní dveře do výtahu, propojujícím parkoviště s komunitním centrem, chrámovým předsálím a kůrem. Druhý vchod na této straně je přímý vstup pro návštěvníky komunitního centra. Následuje portálový, bezbariérový vchod, který ústí do transeptu. Na východní straně je kavárna o kapacitě 36 osob, která příhodně sousedí s dětským hřištěm. Vedle ní je služební vchod. Na jižní straně stavby je vchod k věžnímu schodišti, propojujícímu všechna tři podlaží a čítajícímu celkem 147 schodů. Ve všech podlažích a funkčních celcích jsou sociální zařízení. Venkovní dlažba je z mrákotínské šedé žuly a jesenické žuly. Na levé, severní straně objektu je vybudováno parkoviště, navazující na zatravněnou plochu s vysazenými stromy. Kapacita kostela je 358 osob.

#### Interiér kostela
Výrazným prvkem celého interiéru je kruhové stropní okno o průměru 8 m, lemované prstencem z leštěných nerezových plechů zlatého odstínu, které je minimalistickým moderním odkazem na starobylé kopule křesťanských chrámů z prvního tisíciletí. Jeho nezvyklé umělecké a konstrukční řešení též symbolizuje trnovou korunu Krista na kříži. Je jedním ze hlavních zdrojů denního světla i světla symbolického: průhled k obloze přitahuje pohled věřících k nebi, k úběžníku Božího království.
Dále je prostor kostela osvětlen tzv. pásovým oknem, které se nachází těsně pod subtilním stropem a lemuje obvod celého kostela kromě věže. Strop tak působí, jako by se vznášel nad prostorem kostela
Po obvodu kostela je umístěno 12 konsekračních křížů, které byly při vysvěcení kostela, prostřednictvím přítomných biskupů, pomazány posvátným křižmem.

##### Presbytář
Presbytář vybíhá z apsidy obdélníkovým pódiem až pod transept. Lemuje ho ze tří stran třístupňové schodiště. Stupně i podlaha jsou z carrarského mramoru (světlý s jemným žilkováním).
Nachází se zde:
- Adorační kaple Nejsvětější svátosti, která má tvar válce o průměru 5 m a výšce téměř 8 m. Její tvar, tvořený subtilní stěnou s horizontálními otvory, které se šroubovicově vytrácejí směrem nahoru, symbolizuje cestu vzhůru k Bohu.[11]
- Svatostánek je umístěn na mramorovém podstavci s vytesanou splývající drapérií (pozlacená schránka s křížem z rubínového taveného skla) – nad svatostánkem je Věčné světlo.
- Skleněný kříž, stojící v levé části presbytáře, vyvažuje excentricky umístěnou kapli Nejsvětější svátosti. Je složen ze tří částí, každá je tvořena 9 vrstvami temperovaného skla, proloženými fóliemi. Středová spojka je z leštěné nerezové oceli a na ní je upevněn korpus Krista Spasitele (olše). Kříž má výšku 5,75 m a hmotnost přes 1 t.[12]
- Oltářní menzu (řecký mramor Kozanis) s vloženým ostatkem sv. Ludmily, podepírají tři sloupy, symbolizující Nejsvětější Trojici[3] (zlacený kov).
- Ambon tvoří rozevřená kniha (pozlacený kov) ležící na dvou mramorových sloupech – symbol Starého a Nového zákona[3] (mramor Kozanis).
- Sedes je soubor tři křesel pro celebranta a dva přísedící (olejovaný dub v kombinaci s prvky z mramoru Kozanis).
- Schránka na posvátné oleje (kararský mramor s intarzií ze skotského zeleného mramoru) se nachází ve výklenku v levé části presbytáře, nad abakem.
- V zadní stěně presbytáře, za adorační kaplí, je vchod do sakristie.

##### Transept
- V levé části transeptu se nachází bezbariérový, prosklený portál.
- Vpravo od něho je zabudovaná kropenka (mrákotínská žula).
- Na levé, čelní straně je výstupek, pro umístění evangeliáře, krytý mramorovou deskou.
- Křtitelnice se nachází na rozhraní transeptu a hlavní lodě. Je ve tvaru kvádru (mramor Kozanis) s pozlacenou kovovou prohlubní na křestní vodu. Jeden sloup křtitelnice odkazuje na biblický citát z Bible: „jeden je Pán, jedna víra, jeden křest, jeden Bůh a Otec všech, ...“ (Ef 4, 5–6).[3][13]
- V obou křídlech transeptu jsou vždy dva soubory dubových lavic.

##### Hlavní loď
- Pravou stěnu zaujímá rozměrná vitráž Andělé. Ti symbolicky doprovázejí návštěvníka k oltáři. Jejich trup má tvar srdce a postupně, směrem k oltáři, se stávají průsvitnější (sklo, bílé díly: onyx).
- Na stěně vedle vitráže je socha Panny Marie Barrandovské (kararský mramor). Marie vychází ze svého domu poté, co jí bylo zvěstováno Ježíšovo narození a sestupuje po schodech k věřícím. Autorský název: „Madona sestupující se schodů“[3](šedý mramor Bardiglio).
- Pod sochou Panny Marie je nádoba s pískem pro uložení hořících svíček (mrákotínská žlutá žula).
- Střední prostor lodě zaujímají dva soubory dubových lavic.
- V zadní stěně lodě jsou po obou stranách hlavního vchodu dveře do zpovědních místností. Ve dveřích vpravo je instalována vitráž Ježíš a cizoložnice (sklo, surový slivenecký mramor), v levých Ježíš a kající lotr na kříži (sklo, dřevo).
- V obou zadních rozích, na bočních stěnách, jsou výstupky, kryté mramorovou deskou, pro tiskoviny.
- Podlahy v interiéru jsou z mrákotínské žuly (žlutý melír) a kararského mramoru (melír).

##### Chrámová předsíň
- Vstup do chrámové předsíně tvoří prosklený portál, navazující na prostornou podestu a předsunuté schodiště.
- Vpravo je vchod na vnitřní schodiště propojující kostel s komunitním centrem, kůrem a věží.
- Vlevo úklidová místnost a výtah.
- Uprostřed prosklený vchod do hlavní lodě.
- Do obou bočních stěn jsou zabudovány dvě kropenky (mrákotínská žula).

##### Kůr

###### Varhany
Varhany vyrobila varhanářská dílna Kánský-Brachtl (Krásné Loučky u Krnova). Koncepce nástroje vychází z romantických francouzských nástrojů. Inspiraci si bere zejména v nástrojích stavitele Aristide Cavaillé-Coll. Varhany mají dva manuály, pedál, 40 rejstříků (I. manuál 14 rejstříků, II. manuál 16 rejstříků, pedál 10 rejstříků), celkem 2.253 píšťal. Rozsahy obou manuálů jsou C – a³ (58 tónů), pedál C – f¹ (30 tónů). Autory výtvarného návrhu varhanní skříně, včetně Stromu života, jsou varhanář Mgr. Jaromír Kánský a akad. sochař Petr Váňa. Stavba varhan byla zahájena v únoru 2019, dokončeny byly v květnu 2023. Varhany požehnal pomocný biskup pražský, titulární biskup butrintský a generální vikář pražské arcidiecéze Zdenek Wasserbauer 21. května 2023.

###### Varhanní skříň
Varhanní skříň je jednodílná, s instalací sochy, která znázorňuje Strom poznání dobra a zla z Rajské zahrady. Kmen stromu, o výšce téměř 6 m, je z olšového dřeva (nosná konstrukce je ocelová). Z kmene „vyrůstají“ větve a na nich jsou umístěny cínové píšťaly – symbolika rajských plodů.
Korpus skříně je hranolovité konstrukce. Před korpusem se nacházejí „krajinné pásy“ zhotovené z dubového dřeva. Jednotlivé pásy jsou již „skrytě“ rozděleny na nepravidelné žaluzie, které varhaník ovládá z hracího stolu. Při zavřených žaluziích korpus pásů tvoří vrásnění „krajiny“, dosažené opracováním dřeva drásáním a frézováním v různých strukturách a o rozdílné hrubosti, což vytváří různou hloubku a tím plasticitu. Povrch tvoří vytíraná šedobílá lazura, která po spojení s dubovou barvou získává různé odstíny – od bílé po světle hnědavou. Plasticitu zvýrazňuje slabé podsvětlení v barvě vitráží, nacházejících se v hlavní lodi. Při otevřených žaluziích je průhled do píšťaliště nástroje. Tím je dán druhý prospekt varhan a jiná tvář nástroje. Je zde určitá reminiscence na staré nástroje s uzavíratelným prospektem, pro období liturgického adventu a postu. Vnitřní část píšťaliště je slabě osvětlena. Korpus hracího stolu z čelní strany respektuje materiál, hmotu a strukturu „pásu krajiny“.
Celková hmotnost varhan, včetně prospektu je 7,3 t.

###### Dispozice varhan[14]
| Rejstřík | Název               | Píšťal |
| -------- | ------------------- | ------ |
| 1.       | Bourdon 16'         | 58     |
| 2.       | Bourdon 8'          | 58     |
| 3.       | Violoncelle 8'      | 58     |
| 4.       | Montre 8'           | 58     |
| 5.       | Flûte harmonique 8' | 58     |
| 6.       | Prestant 4'         | 58     |
| 7.       | Flûte octaviante 4' | 58     |
| 8.       | Quinte 2 2/3'       | 58     |
| 9.       | Doublette 2'        | 58     |
| 10.      | Plein-Jeu V         | 290    |
| 11.      | Cornet V od g0      | 195    |
| 12.      | Basson 16´          | 58     |
| 13.      | Trompette 8'        | 58     |
| 14.      | Clairon 4'          | 58     |

| Rejstřík | Název                                   | Píšťal |
| -------- | --------------------------------------- | ------ |
| 1.       | Cor de nuit 8'                          | 58     |
| 2.       | Unda Maris 8' od c0                     | 46     |
| 3.       | Viole de Gambe 8'                       | 58     |
| 4.       | Voix céleste 8' od c0                   | 46     |
| 5.       | Diapason 8'                             | 58     |
| 6.       | Flûte traversiere 8'                    | 58     |
| 7.       | Flûte octaviante 4'                     | 58     |
| 8.       | Flûte douce 4'                          | 58     |
| 9.       | Nazard 2 2/3'                           | 58     |
| 10.      | Octavin 2'                              | 58     |
| 11.      | Tierce 1 3/5'                           | 58     |
| 12.      | Larigot 1 1/3'                          | 58     |
| 13.      | Piccolo 1'                              | 58     |
| 14.      | Trompette harmonique 8'                 | 58     |
| 15.      | Basson-Hautbois 8'                      | 58     |
| 16.      | Voix Humaine 8'                         | 58     |
|          | Echo Cornet-Nazard+Octavin+Tierce       |        |
|          | Carillon-Nazard+Octavin+Larigot+Piccolo |        |

| Rejstřík | Název                | Píšťal |
| -------- | -------------------- | ------ |
| 1.       | Violon basse 16'     | 30     |
| 2.       | Soubasse 16'         | 30     |
| 3.       | Bourdon 16' TRSM I.  | 0      |
| 4.       | Grand Flûte 8'       | 30     |
| 5.       | Violoncelle 8'       | 30     |
| 6.       | Bourdon 8' TRSM I.   | 0      |
| 7.       | Flûte 4'             | 30     |
| 8.       | Bombarde 16'         | 30     |
| 9.       | Trompette 8' TRSM I. | 0      |
| 10.      | Clairon 4' TRSM I.   | 0      |

SPOJKY: I/P, II/P, II/I, II/I 16'
Trémolo II. manuál

#### Umělecká díla – autoři návrhů a realizací
|     | Umělecké dílo                 | Návrh                                                      | Realizace                                                                                                  |
| --- | ----------------------------- | ---------------------------------------------------------- | --- |
| 1.  | Oltář                         | prof. akad. soch. Stanislav Kolíbal                        | akad. soch. Petr Váňa                                                                                      |
| 2.  | Ambon                         | prof. akad. soch. Stanislav Kolíbal                        | akad. soch. Petr Váňa                                                                                      |
| 3.  | Křtitelnice                   | prof. akad. soch. Stanislav Kolíbal, akad. soch. Petr Váňa | akad. soch. Petr Váňa                                                                                      |
| 4.  | Svatostánek                   | akad. soch. Petr Váňa                                      | akad. soch. Petr Váňa                                                                                      |
| 5.  | Věčné světlo                  | Ing. arch. Jakub Žiška                                     | sklářská dílna Lhotský s.r.o.                                                                              |
| 6.  | Skleněný kříž                 | Ing. arch. Jakub Žiška a Ing. arch. Pavel Šmelhaus         | sklářská dílna Lhotský s.r.o.                                                                              |
| 7.  | Korpus Krista                 | akad. soch. Petr Váňa                                      | akad. soch. Petr Váňa                                                                                      |
| 8.  | Socha Panny Marie             | akad. soch. Petr Váňa                                      | akad. soch. Petr Váňa                                                                                      |
| 9.  | Vitráž Andělé                 | akad. soch. Petr Váňa                                      | Umělecké sklářství JIŘIČKA – COUFAL                                                                        |
| 10. | Vitráže ve dveřích zpovědnic  | akad. soch. Petr Váňa                                      | Umělecké sklářství JIŘIČKA – COUFAL                                                                        |
| 11. | Svícen pod paškál             | akad. soch. Petr Váňa                                      | JOFO s.r.o.                                                                                                |
| 12. | Varhany                       | Mgr. Jaromír Kánský a akad. soch. Petr Váňa                | Varhanářská dílna Kánský-Brachtl                                                                           |
| 13. | Strom poznání dobra a zla     | Mgr. Jaromír Kánský a akad. soch. Petr Váňa                | Umělecké kovářství Vratislav Hrubý Truhlářství s tradicí - Karel Gemperle Varhanářská dílna Kánský-Brachtl |
| 14. | Schránka na posvátné oleje    | akad. soch. Petr Váňa                                      | akad. soch. Petr Váňa                                                                                      |
| 15. | Konsekrační kříže             | akad. soch. Petr Váňa                                      | akad. soch. Petr Váňa                                                                                      |
| 16. | Kruhové stropní a pásové okno | Ing. arch. Jakub Žiška                                     | JOFO s.r.o.                                                                                                |
| 17. | Lavice                        | Ing. arch. Jakub Žiška a Ing. arch. Pavel Šmelhaus         | TARGET DESIGN s.r.o.                                                                                       |
| 18. | Sedes                         | Ing. arch. Jakub Žiška                                     | akad. soch. Petr Váňa, TARGET DESIGN s.r.o.                                                                |
| 19. | Kropenky                      | akad. soch. Petr Váňa                                      | akad. soch. Petr Váňa                                                                                      |
| 20. | Dlaždice s trilobitem         | akad. soch. Petr Váňa                                      | akad. soch. Petr Váňa                                                                                      |

### Komunitní centrum
Nedílnou součástí stavby je komunitní centrum, umístěné v polozapuštěném suterénu, s prosklenou stěnou orientovanou jižně, k lesu. Nachází se zde multifunkční sál pro přibližně 140 osob, k němu přiléhá kuchyňka pro výdej občerstvení. Sál je vhodný pro konání přednášek, oslav, tanečních kursů, plesů, koncertů, filmových projekcí i dalších kulturních a společenských akcí. Dále jsou zde dvě klubovny s širokým využitím, od farní výuky náboženství přes setkávání různých věkových skupin až po hudební zkoušky, cvičení, výuku jazyků, zájmové kroužky a jiné aktivity. Jsou zde též dvě kanceláře a recepce, do vstupní haly byla ze zlíchovské fary přemístěna farní knihovna. Celková kapacita komunitního centra je 198 osob.

### Kavárna Kristian
Kavárna o kapacitě 36 osob se nachází v přízemí stavby, na její východní straně a sousedí s dětským hřištěm. Její jméno navozuje jednak prvotní význam „náležící Kristu“, jednak odkazuje k filmu „Kristián“. Na jeho scénáři se podílel, spolu s Martinem Fričem, také herec Josef Gruss, po němž je pojmenována ulice, ve které se areál nachází.

## Technická řešení

### Vytápění
Vytápění celého objektu je zajištěno pomocí účinného a úsporného tepelného čerpadla typu země-voda, jehož 7 zemních vrtů zasahuje do hloubky 110 m. V prostoru kostela je vytápění podlahové, komunitní centrum a celé ostatní provozní zázemí budovy je vytápěno radiátory. Budova je větrána kromě přirozeného způsobu okny, zároveň vzduchotechnickou jednotkou, která je umístěna v technické místnosti v suterénu. V ní se také nachází většina technologického zařízení budovy – tepelné čerpadlo, elektrokotel jako doplňkový zdroj tepla, hlavní systémy regulace technologie, ovládací panel elektronického požárního systému, elektronika ovládání osvětlení kostela včetně kůru a další zařízení.

### Úprava stěn
Exteriérové stěny jsou zatepleny, pro modulaci akustiky prostoru jsou v interiéru realizovány akustické prvky ve formě svislých pruhů na stěnách, textilních obkladů a žebrování stropu a závěru kůru. Všechny stěny jsou bílé a mají hladký, broušený povrch.

### Kruhové okno – Zlatý světelný prstenec/Koruna
Do stěn tubusu kruhového okna nad presbytářem byly instalovány automaticky otvírané průvětrníky pro provětrávání prostoru pod zasklením v letním období a použity zasklívací jednotky s vyhříváním pro vyloučení kondenzace na vnitřním povrchu při poklesu vnějších teplot a nárůstu vlhkosti v interiéru při plném obsazení. Vyhřívání zároveň umožňuje v případě potřeby urychlit odtávání sněhu. Hlavní rošt nosné konstrukce zasklení je z plných nerezových profilů 70×50 mm, na které jsou šroubovány přes separační podložky nízké hliníkové profily systému ALUPROF s těsněním pro uložení zasklívacích jednotek a s vnitřním odvodněním kondenzátu ze zasklívacích drážek – za zlatým obkladem je pak kondenzát odváděn obvodovým žlabem. Pro zamezení průhybu konstrukce je hlavní rošt doplněn křížem vedenými věšadly na 2/3 rozpětí s táhly z pásků leštěné nerezové oceli průřezu 5×20 mm a kloubově připojenými vzpěrami černé metalické barvy. Skla mají povlak pro omezení solárních zisků v letním období. Zlatý obklad je připevněn na nerezovém roštu, kotveném do nosné železobetonové konstrukce tubusu. Pro zamezení vibrací při varhanní produkci je obklad podložený pružnými pásy a kotvený spoji s pružnými podložkami.

### Kaple Nejsvětější Svátosti
Kaple byla vyrobena přímo na svém místě, je z 20 mm ohýbaných plechů z hliníkové slitiny a má hmotnost přes 10 t. Pod podlahou je připevněna do kotevního prvku ve tvaru obruče, ukotvené přes pružné elementy do železobetonové konstrukce stavby.

### Strop lodi
Zastropení lodi kostela nesou subtilní ocelové sloupy obložené leštěným nerezovým plechem. Odvodnění střechy bylo nutné vést uvnitř nosných konstrukcí, vzhledem k absenci podhledů a celkové subtilitě stropní a střešní konstrukce. Je realizováno ze svařovaných nerezových trubek obalených nenasákavou zvukovou a tepelnou izolací s ochrannou fólií, dále jsou svody vedeny vnitřkem nosných sloupů a uvnitř železobetonových stěn kostela.
Konstrukční řešení pásu prosklení z tvrzených tepelněizolačních dvojskel se muselo vyrovnat s předpokládanými poměrně značnými dilatačními pohyby stropní desky a s požadavkem na úplné potlačení rámů. Ty se podařilo zcela skrýt do navazujících konstrukcí a viditelné jsou tak jen svislé tmelené spáry mezi skly. Skryté rámy jsou provedeny z nerezových profilů s přerušeným tepelným mostem, ve spodní části s možností vyhřívání proti rosení a žlábkem pro záchyt případného kondenzátu. V oblém závěru lodi je prosklení z ohýbaných skel.

### Portálové dveře
Celá konstrukce dveří hlavního portálu vyplňuje otvor 4×4 m a je realizována jako celoskleněná a bezrámová, z tvrzených tepelně izolačních dvojskel, kde je převážná část kování skryta v dutině mezi skly. Náročnost konstrukčního řešení dále značně zvyšoval legislativní požadavek na vybavení dveří panikovým kováním a velká atypická klika z leštěného hliníku.
Křídla jsou z důvodu velké hmotnosti osazena na ložiskové závěsy, hrany skel chráněny subtilními svislými leštěnými nerezovými profily. Další vybavení dveří doplňují povinné okopové plechy z balotinované nerezi a značky ve formě pruhů a holubic v ploše skel.

### Bezpečnostní opatření
Bezpečnost celého objektu je zajištěna elektronickým zabezpečovacím systémem, zahrnujícím i kamery.

## Posvěcení kostela
Kostel byl posvěcen v den Slavnosti Ježíše Krista Krále, 22. listopadu 2020. Farář P. Josef Ptáček převzal od kardinála Dominika Duky dary od Arcibiskupství pražského: symbolický klíč od kostela, kalich, monstranci a výtisk Bible. Do oltáře byla vložena relikvie svaté Ludmily.
Zasvěcení kostela Kristu Spasiteli mělo několik důvodů. Prvním byla snaha vyjádřit ve zkratce podstatu křesťanství: Kristus je spasitel všech lidí. Druhým je symbolické navázání na odkaz sv. Anežky České, jejíž kostel Krista Spasitele byl v 17. století zničen. Třetím důvodem bylo pozvání východních křesťanů k ekumenické spolupráci.

## Zajímavosti
- Při návrhu střech celého objektu dbal projekt nejen na jejich vysokou trvanlivost a kvalitu, ale i na stránku estetickou, protože jsou ze sousedních bytových domů pohledově exponované.[10]
- V nejzatíženějším období stavby, pro dodržení dohodnutých termínů, na ní pracovalo současně až 50 pracovníků. Hlučné práce probíhaly jen od 8 do 19 hodin. Stavební společnost měla zakázáno pracovat o nedělích, během církevních a státních svátků. Ve Smlouvě o dílo byl zakotven i zákaz kouření, zákaz klení a používání vulgárních výrazů.[3]
- Zvláštností kaple Nejsvětější Svátosti je možnost jejího obejití, na způsob kaple v Chrámu Božího hrobu v Jeruzalémě, a také její akustika. Když se uprostřed kaple najde správné místo a zašeptá se modlitba, vrátí se zesílený odraz.[11]
- Na podestě, před hlavním vstupem do kostela, je umístěna rozměrná dlaždice s reliéfem trilobita, symbolem Barrandova.